# Polyplax jonesi
Polyplax jonesi – gatunek wszy z rodziny Polyplacidae. Powoduje wszawicę. Pasożytuje na drobnych gryzoniach z rodziny myszowatych takich jak: Saccostomus campestris.
Samica wielkości 1,4 mm, samiec dużo mniejszy osiąga wielkość 0,8 mm. Anteny wykazują dymorfizm płciowy. U samców bazowy segment anteny powiększony, zaś trzeci segment znacznie zmodyfikowany w stosunku do trzeciego segmentu u samicy.  Wszy te mają ciało silnie spłaszczone grzbietowo-brzusznie. Samica składa jaja zwane gnidami, które są mocowane specjalnym "cementem" u nasady włosa. Rozwój osobniczy trwa po wykluciu się z jaja około 14 dni. Występuje na terenie Afryki w Mozambiku, Zairze, Namibii.